# The Story of G.I. Joe
The Story of G.I. Joe is een Amerikaanse zwart-wit oorlogsfilm uit 1945, met Burgess Meredith en Robert Mitchum in de hoofdrol; dit was pas de tweede hoofdrol voor Robert Mitchum. De film was gebaseerd op een serie columns geschreven door de Pulitzer Prijs-winnende journalist Ernie Pyle. De film volgt Amerikaanse infanterie (onder bevel van Robert Mitchum) terwijl zij zich door Italië vechten, en vergezeld worden door een oorlogsverslaggever (Burgess Meredith). 
Twee maanden voordat de film uitkwam sneuvelde Ernie Pyle (tijdens de slag om Okinawa), net als veel soldaten die figureerden in de film. De film werd genomineerd voor vier Academy Awards en werd in 2009 opgenomen in het National Film Registry.

## Rolverdeling
| Acteur                                                            | Personage                                     |
| ----------------------------------------------------------------- | --------------------------------------------- |
| Burgess Meredith                                                  | Ernie Pyle                                    |
| Robert Mitchum                                                    | Lt./Capt. Bill Walker                         |
| Freddie Steele                                                    | Sgt. Steve Warnicki                           |
| Wally Cassell                                                     | Pvt. Dondaro                                  |
| Jimmy Lloyd                                                       | Pvt. Spencer                                  |
| John R. Reilly                                                    | Pvt. Robert "Wingless" Murphy                 |
| William Murphy                                                    | Pvt. Charles R. Mew                           |
| Dorothy Coonan Wellman                                            | Nurse Lt. Elizabeth 'Red' Murphy (uncredited) |
| Sicilië en Italië bestrijden veteranen van de campagnes in Afrika | zichzelf                                      |